# Parco nazionale di Dzūkija
Il parco nazionale di Dzūkija (in lituano Dzūkijos nacionalinis parkas) è un'area naturale protetta  che si trova nel sud della Lituania. Istituito nel 1991, è la più estesa area protetta del paese e comprende le foreste lungo le rive del fiume Nemunas.